# Senoculus carminatus
Senoculus carminatus is een spinnensoort uit de familie Senoculidae. De soort komt voor in Brazilië.